# Буххольц (Аллер)
Буххольц (нем. Buchholz) — община в Германии, в земле Нижняя Саксония.
Входит в состав района Зольтау-Фаллингбостель. Подчиняется управлению Швармштедт. Население составляет 2060 человек (на 31 декабря 2010 года). Занимает площадь 27,7 км².
Коммуна подразделяется на 2 сельских округа.